# Gran Premi Sunny Beach
El Gran Premi Sunny Beach era una cursa ciclista per etapes que es disputava a prop de Nessèbar (Bulgària). La cursa es creà el 2004 amb el nom de Premi Slantchev Brjagi. L'any següent va canviar de nom i va formar part del calendari de l'UCI Europa Tour.

## Palmarès
| Any  | Vencedor         | Segon              | Tercer              |
| ---- | ---------------- | ------------------ | ------------------- |
| 2004 | Ivailo Gabrovski | Andriy Yatsenko    | Vytautas Kaupas     |
| 2005 | Evgeni Gerganov  | Martin Prazdnovski | Svetoslav Tchanliev |